# Fabrice Flahutez
 (mai 2025).
Fabrice Flahutez, né à Dugny en 1967, est un historien, écrivain, cinéaste, éditeur et commissaire (curateur) d’exposition français. Il a enseigné l’histoire de l’art à l’université de Nanterre jusqu’en 2019, puis à l’université Jean Monnet de Saint-Étienne. Il est membre senior de l’Institut universitaire de France (IUF) depuis 2023.

## Biographie

### Formation
Il est titulaire d’un doctorat en histoire de l’art contemporain, obtenu en 2004 sous la direction de Françoise Levaillant, intitulé : « Nouveau monde et nouveau mythe : mutations du surréalisme de l’exil américain (1941) à "l’écart absolu" (1965) », publié ultérieurement aux Presses du réel« Nouveau monde et nouveau mythe : mutations du surréalisme de l’exil américain (1941) à "l’écart absolu" (1965) - Thèse de doctorat en Art et archéologie. Histoire de l’art », sur Theses.fr, 2004. En 2009, il soutient une habilitation à diriger des recherches intitulée : « Prolégomènes à une histoire du lettrisme historique. De la bombe atomique à la société paradisiaque, 1945-1953 » à l’université de Paris Nanterre.

### Parcours universitaire
Il a enseigné à l’université Paris 1 Panthéon-Sorbonne et à l’Université de Picardie Jules-Verne à Amiens ; maître de conférences habilité à diriger des recherches en histoire de l’art à l’Université Paris-Nanterre, de 2006 à 2019, il est également cinéaste« Fabrice Flahutez », sur IMDB (consulté le 22 avril 2018) et fondateur des éditions Artvenir à Paris, spécialisées dans les bibliothèques d’artistes. Il est actuellement professeur d’histoire de l’art contemporain à l’université Lyon-Saint-Étienne. Membre permanent du Centre de recherches Histoire de l’Art et Représentation (HAR) de l’université Paris Nanterre, il est aussi membre permanent et directeur adjoint du laboratoire d’Études du contemporain en Littératures, Langues et Arts (ECLLA) depuis 2020Fabrice Flahutez, ECLLA, Université Saint-Étienne.
En 2015-2016, il est porteur d’un projet soutenu par l’Agence Nationale de la Recherche dans le cadre du programme d’investissements d’avenir du laboratoire d’excellence Labex Arts-H2H, intitulé « Le lettrisme et son temps : essai de contextualisation »« Le lettrisme et son temps », sur labex-arts-h2h.fr, mené en partenariat avec plusieurs institutions dont l’université de Nanterre, l’Université Paris-VIII Saint-Denis, le Centre allemand d'histoire de l'art, le Musée national d’art moderne - Centre Pompidou, et la Bibliothèque nationale de France. En 2016, il porte un second projet soutenu par l’ANR et le Labex Arts-H2H : « Le surréalisme au regard des galeries, des collectionneurs et des médiateurs, 1924-1959 », en collaboration avec les mêmes partenaires ainsi que l’université d’Essex.
Il dirige également à l’université Paris Nanterre la revue transdisciplinaire 20/21 siècles« 20/21 siècles », sur Presses Paris Nanterre (consulté le 22 avril 2018), qui publie des numéros thématiques à la croisée de multiples disciplines : « Art et Mythe » en 2011, « Arts drogués » en 2013, « Dimensions de l’art brut » en 2017, etc. Il publie également de nombreux textes sur l’art contemporain et l’art actuel.

### Autres activités
En 2008, il est expert auprès de l’Organisation des Nations unies pour l’éducation, la science et la culture (UNESCO) pour le nouveau musée national d’art contemporain du Maroc à Rabat. Historien spécialiste du surréalisme et des groupes d’artistes après 1945Tristan Trémeau, « Fabrice Flahutez. Nouveau monde et nouveau mythe », Critique d’art, 2008, il publie en 2011 une des premières histoires du lettrisme, permettant de revisiter un pan entier de l’histoire des avant-gardes après 1945.
En 2015, une première salle consacrée au lettrisme est présentée, grâce à l’action de Bernard Blistène, dans les collections patrimoniales du Musée national d’art moderne - Centre Pompidou. Ce travail contribue à l’élaboration de l’exposition Isou au même musée en 2019, offrant pour la première fois une visibilité significative au lettrisme dans une grande institution muséaleLiucci-Goutnikov, Nicolas (Dir.), Isidore Isou, Paris, Éditions du Centre Pompidou, 2019, 160 p. (ISBN 978-2-84426-844-0).
Il contribue à l’exposition Guy Debord à la Bibliothèque nationale de France et à une histoire de l’Internationale situationniste publiée chez Actes Sud. Il collabore également avec le Centre de recherches sur le surréalisme et participe à de nombreuses expositions internationales sur le sujet : Tristan Tzara, l’Homme approximatif au Musée d’Art moderne et contemporain de Strasbourg, les rétrospectives Matta et Picasso au Bucerius Kunst Forum de Hambourg(de) « Suchergebnis für "flahutez" », Pierre Matisse, un marchand d’art à New York au musée Matisse de Nice« Exposition Pierre Matisse, un marchand d’art à New York », sur Musée Matisse de Nice, 2021, et Surrealism Beyond Borders au Metropolitan Museum of Art de New York et à la Tate Modern de Londres(en) Fabrice Flahutez, « "Automatism" in Surrealism Beyond Borders; Stephanie D’Alessandro (dir.); Matthew Gale (dir.) », New York, Metropolitan Museum of Art / Distributed by Yale University Press, octobre 2021.
Il est commissaire, avec Barbara Forest, de l’exposition d’intérêt national Surréalice. Lewis Carroll et les surréalistes au Musée d’Art moderne et contemporain de Strasbourg (MAMCS) en 2022-2023« Strasbourg, nouveau pays des merveilles pour Alice et Lewis Carroll », sur ActuaLitté, 12 juillet 2022Itzhak Goldberg, « Alice au pays des surréalistes », sur Le Journal des arts, 10 janvier 2023.

## Publications

### Ouvrages
- Avec Alexandra Baly, Cosme de Scoraille, Je peins pour les astres, cat. exibition, Rodez: Musée Denys-Puech, Lyon: Fage Editions, 2025, 144 p.  (ISBN 978-2-84975-828-1)
- Matta-Log. Roberto Matta, Morphology of desire, cat. exhibition, Wien: Bank Austria Kunstforum Wien (Autriche), 2024, 250 p.  (ISBN 978-3-200-09642-4)
- André Breton, carnet de voyage chez les indiens Hopi, Fabrice Flahutez (dir.), Marie Mauzé (dir.), Paris : Éditions Hermann, 2024 280 p.  (ISBN 9791037039248)
- Pierre Mabille et le surréalisme. Une anthologie critique (1934-1952), Fabrice Flahutez (dir.), Emmanuel Bauchard (dir.), Paris : Éditions Hermann, 2024 492 p.  (ISBN 9791037039484)
- Surréalice. Lewis Carroll et les surréalistes, Fabrice Flahutez (dir.), Barbara Forest (dir.), Thérèse Willer (dir.), Strasbourg, Musée d'art moderne et contemporain de Strasbourg, 2022  (ISBN 978-2-35125-212-3)
- Avec Pauline Goutain et Roberta Trapani, Slavko Kopač. Ombres et matières, Paris : Gallimard, Hors série Connaissance, 2022 352 p.  (ISBN 978-2-07-295610-2)
- Avec Jacopo Galimberti, Détournement & Kitsch. Les cartes postales de HP Zimmer / Die Postkarten von HP Zimmer, préface de Fabrice Flahutez, Nanterre, Les presses universitaires de Nanterre, 2021. 276p.  (ISBN 978-2-84016-475-3)
- Avec Julia Drost (dir), Martin Schieder (dir), Le surréalisme et l'argent, T.2., Paris, DFK, 2021, 400p.  (ISBN 978-3-948466-07-7)
- Avec Julia Drost (dir), Anne Helmreich (dir), Martin Schieder (dir), Networking Surrealism in the United States. Artists, Agents and the Market, T.1., Paris, DFK, 2019, 400p.  (ISBN 978-3-947449-50-7) (PDF)
- Avec Julia Drost et Frédéric Alix, Le Lettrisme et son temps, Dijon, Les presses du réel, 2018, 280p.  (ISBN 978-2840669234)[3]
- Avec Jill Carrick et Pauline Goutain (dir.), Dimensions de l'art brut : une histoire des matérialités, Nanterre, Presses universitaires de Paris Nanterre, 2017, 212 p. (ISBN 978-2-84016-270-4)
- Joseph Dadoune. Barrière protectrice, Arles, Arnaud Bizalion, 2017, 64 p. (ISBN 978-2-36980-109-2)
- Sous la direction de Laurent Jeanpierre et Christophe Charle, Collectif, La Vie intellectuelle en France - Tome 2. De 1914 à nos jours : De 1914 à nos jours, Le Seuil, 2016 (ISBN 978-2-02108-143-5)
- Avec Camille Morando, Isidore Isou's Library. A certain look on lettrism, Paris, Artvenir, 2014, 425 p. (ISBN 978-2-9539406-1-9)
- Avec Miguel Egaña, Arts drogués, expériences psychotropiques et création artistique, Paris, Presses universitaires de Paris Ouest, 2013, 219 p. (ISBN 978-2-84016-166-0)
- Le lettrisme historique était une avant-garde 1945-1953,, Dijon, Les presses du réel, 2011 (ISBN 978-2-84066-405-5)[4]
- Avec Thierry Dufrêne, Art et mythe, Paris, Presses universitaires de Paris Ouest, 2011 (ISBN 978-2-84016-091-5)
- Avec Fabien Danesi et Emmanuel Guy, La Fabrique du cinéma de Guy Debord, Paris, Actes Sud, 2013 (ISBN 978-2-330-01756-9)[5]
- Avec Fabien Danesi et Emmanuel Guy, Undercover Guy Debord, Paris, Artvenir, 2012, 425 p. (ISBN 978-2-9539406-1-9)
- Nouveau Monde et Nouveau Mythe : mutations du surréalisme de l'exil américain à l'Ecart absolu, Dijon, Les presses du réel, 2007, 525 p. (ISBN 978-2-84066-194-8)
- Avec Camille Morando et Hélène Parant, La bibliothèque d'André Masson. Une archéologie,, Paris, Artvenir, 2011, 548 p. (ISBN 978-2-9539406-0-2, lire en ligne)
- Avec Itzhak Goldberg et Panayota Volti, Visage et portrait, visage ou portrait, Paris, Presses universitaires de Paris Ouest, 2010 (ISBN 978-2-84016-045-8)
- Avec Sylvie Couderc, Clovis Trouille : Un peintre libre et iconoclaste, Amiens, Musée de Picardie, 2007, 55 p. (ISBN 978-2-908095-37-1)

### Chapitres d'ouvrage
- « Les multiples pratiques du dessin chez Jean Genet », dans Agnès Vannouvong (dir.)., Jean Genet et les arts, Dijon, Les presses du réel, 2016 (ISBN 978-2840666837)
- « Le "rêver" et le "cuisiner" chez Noël Dolla », dans Fabrice Flahutez, Elodie Antoine, Eric Mangion, Guy Scarpetta et Noit Banai, Nöel Dolla: Entrée libre mais non obligatoire, Paris, Black Jack Editions - Villa Arson (Nice), 2015 (ISBN 978-2918063384)
- « Tristan Tzara, collectionneur de son temps et d'ailleurs », dans Fabrice Flahutez, Serge Fauchereau, Henri Béhar, Clément Chéroux, al., Tristan Tzara. L'Homme Approximatif, Strasbourg, Musées de la Ville se Strasbourg, 2015 (ISBN 978-2351251362)
- « Pablo Picasso et cinquante ans de surréalisme », dans Laurent Wolf (dir.) et Androula Michaël(dir.), Pablo Picasso, Paris, l'Herne, 2014 (ISBN 978-2851971739)
- « L’exposition internationale du surréalisme en 1947 », dans Didier Ottinger (dir.)., Dictionnaire de l'objet surréaliste, Paris, Musée national d'art moderne, Centre Pompidou, éditions Gallimard, 2015 (ISBN 978-2070141814)
- « L'héritage surréaliste, la lecture de Breton », dans Emmanuel Guy, Laurence Le Bras, et al.., Guy Debord. Un art de la guerre, Paris, Bibliothèque nationale de France, éditions Gallimard, 2013 (ISBN 978-2070141814)
- « Hans Bellmer et Georges Bataille, une collaboration éditoriale », dans Fabrice Flahutez, Camille Morando, Christian Derouet., Sous le signe de Bataille. Masson, Fautrier, Bellmer, Vézelay, Musée Zervos, 2012
- « Les aphorismes dessinés de Louis Pons », dans Benoit Decron (dir.)., Louis Pons. La plume et le dard du dessinateur, Montreuil-sous-bois, Musée Fenaille Lienart, 2011 (ISBN 978-2359060614)
- « Figurer l’inconscient dans le dur. Les totems de Victor Brauner et d’Anton Prinner », dans Savine Faupin(dir.), Christophe Boulanger (dir.),Nicolas Surlapierre (dir.)., Hypnos. Images et inconscients en Europe 1900-1949, Lille, musée d'art moderne de Lille Métropole, 2009 (ISBN 978-2869610804)

## Film
- Le désert n'a jamais tort, sur la route du Land art, film en coréalisation avec Fabien Danesi et Adeline Lausson, Paris, coproduction Galerie VivoEquidem - Pavillon Neuflize OBC, laboratoire de création du Palais de Tokyo, 30 min 33 s, 2011.
- Participation au film Victor Brauner, réalisation Fabrice Maze, Paris, une production Aube & Oona Elléouët-Breton - Seven Doc, format vidéo 16/9, 192 minutes, 2014.
- Participation au documentaire Art & Mind, A journey into art, madness and the unconscious, director Amelie Ravalec, avril 2019, diffusion UK, Korea, Sweden, USA, Germany, Estonia, Latvia, Belgium, Netherlands, Bulgaria, Australia, Canada[6]...
- Participation au documentaire-fiction So Surreal: Behind the Masks, de Joanne Robertson et Neil Diamond, Rezolution Pictures productions (Montréal), 2024.
- « Yves Tanguy et la Bretagne », Caroline Diebold (dir.), reportage Arte TV, Avril 2024
- Participation au film Roberto Matta, le cœur est un œil, réalisation Fabrice Maze, Paris, une production Aube & Oona Elléouët-Breton - Seven Doc, Collection Phares, 119 minutes, 2025.